# روئس
روئس (به آلمانی: Roes) یک شهر  در آلمان است که در کوخم-تسل واقع شده‌است. روئس ۵۲۳ نفر جمعیت دارد.